# Herout (rybník)
Rybník Herout o rozloze vodní plochy 1,42 ha se nalézá na potoce Konopka asi 400 m jihozápadně od autokempingu Konopáč u Heřmanova Městce v okrese Chrudim. Rybník Herout je umístěn v přírodní lokalitě využívané pro odpočinek a rekreaci. Rybník Herout je součástí Heřmanoměstecké rybniční soustavy skládající se dále z rybníků Houska, Rohlík, Koupaliště Konopáč, Konopka. Rybník byl v roce 2004 obnoven. Rybník je v současnosti využíván pro chov ryb.

## Galerie

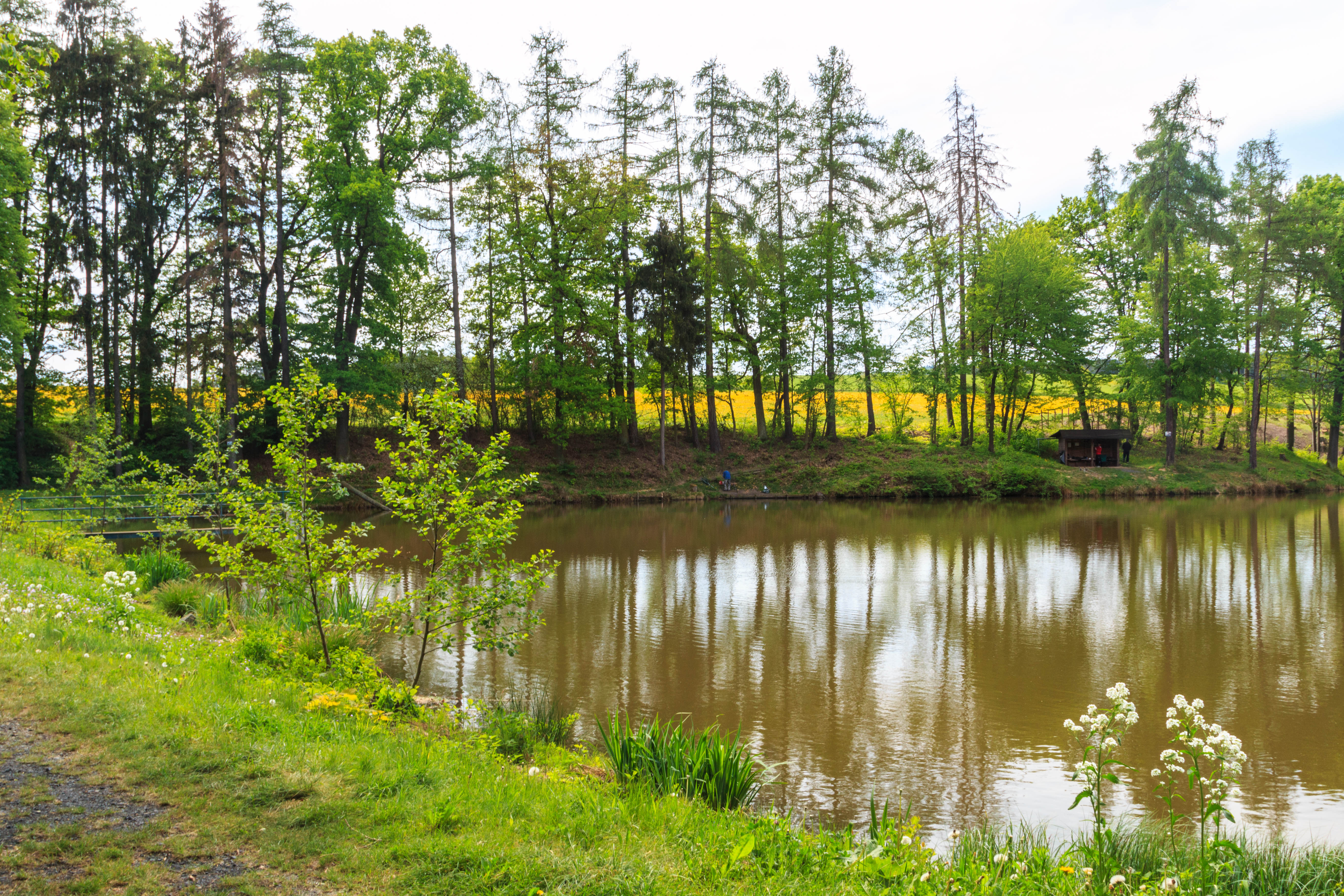
pohled na rybník Herout u Konopáče
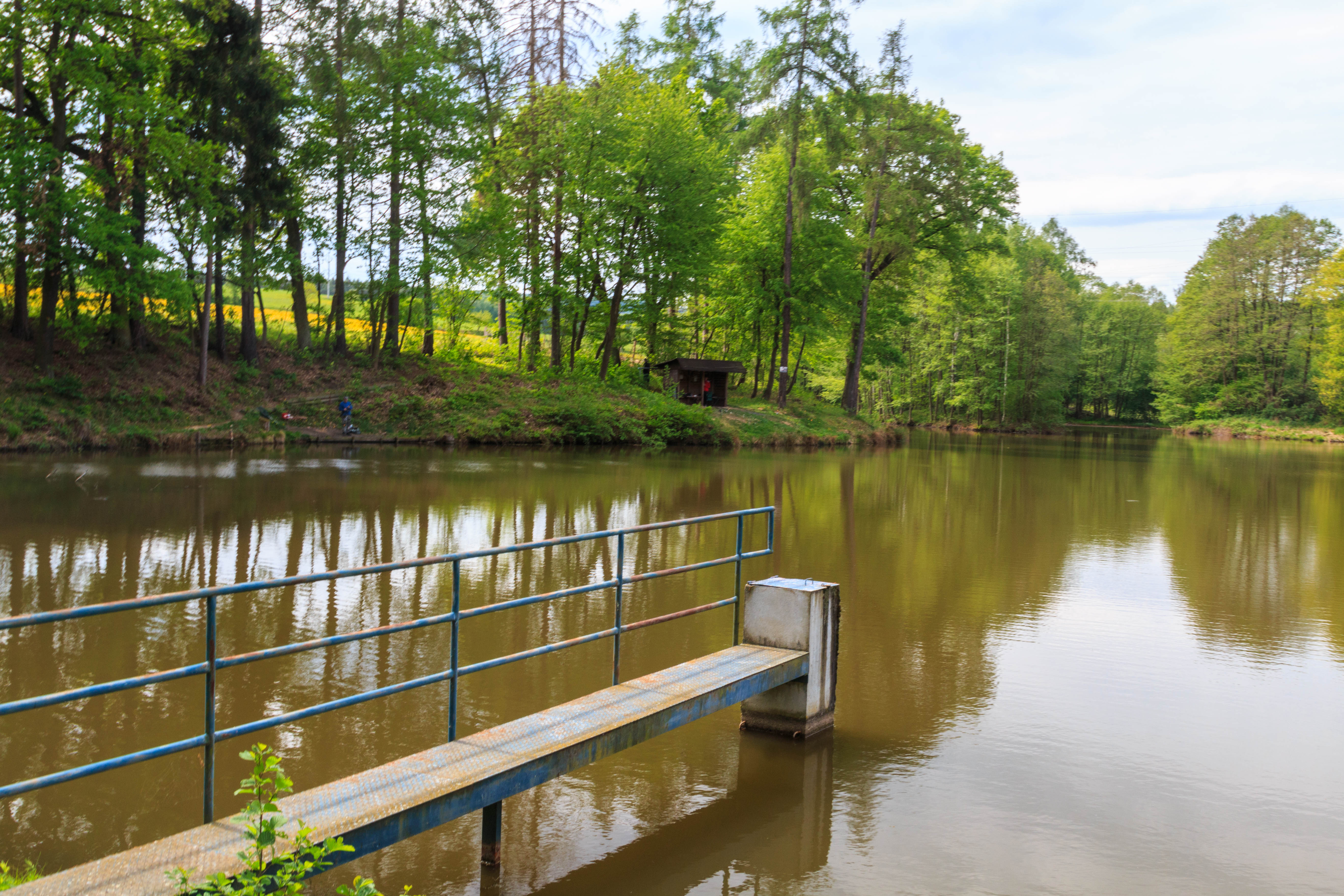
pohled na rybník Herout u Konopáče
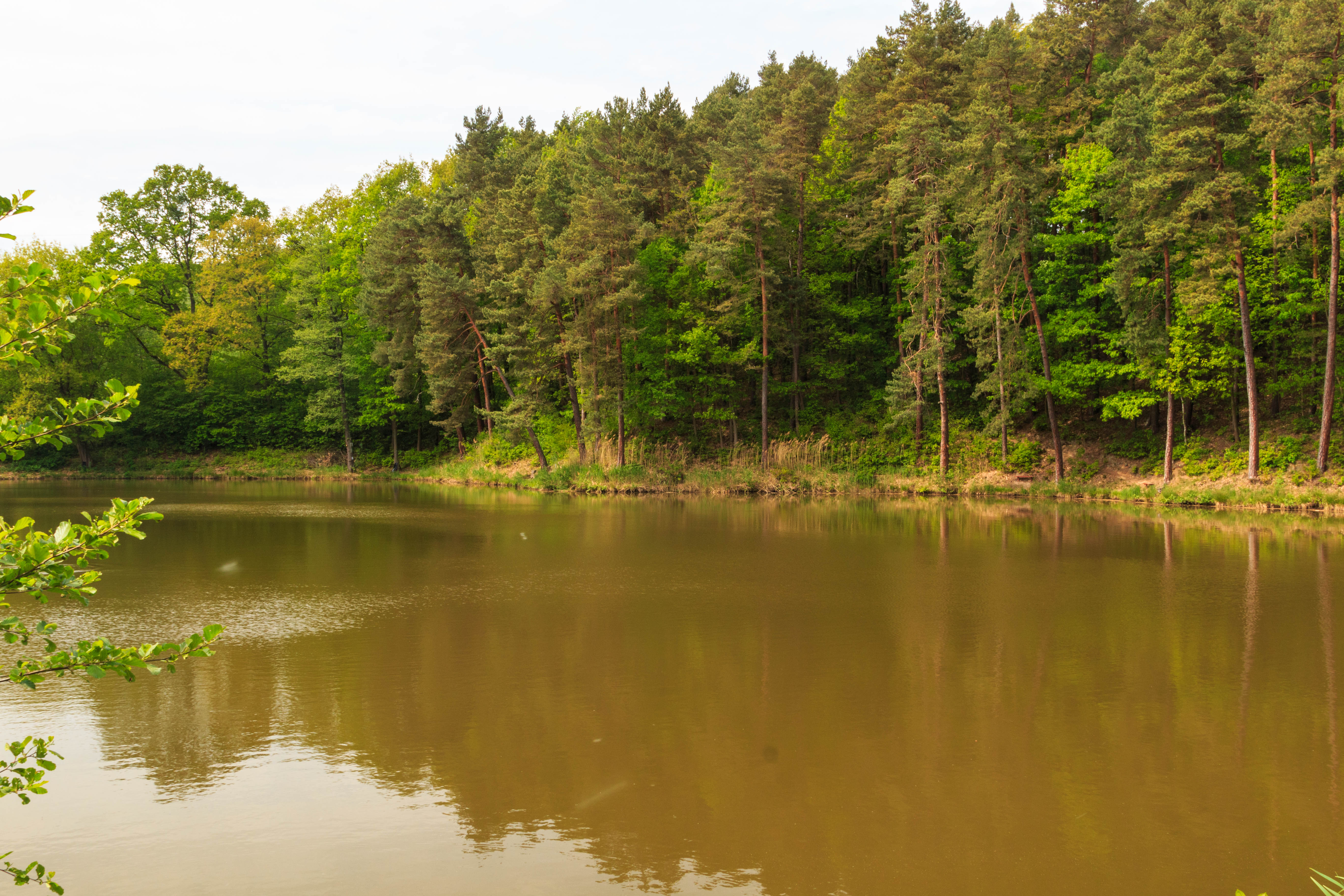
pohled na rybník Herout u Konopáče